# Kastaars! 2024
De Kastaars! 2024 is de derde editie van de Vlaamse mediaprijzen. De uitreiking is te zien op VTM, VRT 1, Play4 en op hun streamingkanalen zoals VTM GO en VRT MAX. De show vond plaats op 8 februari 2025 in het Studio 100 Pop-Up Theater te Puurs en bekroonde Vlaamse mediapersoonlijkheden en -inhoud uit 2024. Het publiek koos de winnaars uit een tiental genomineerden. Daarnaast kozen vertegenwoordigers uit de verschillende mediahuizen en Streamz drie juryprijzen uit: de Doorbraakprijs, Carrièreprijs en een prijs die al op 10 januari uitgereikt werd: Het Conclaaf won de impactprijs.

## Genomineerden
| Categorie            | Winnaar                         | Genomineerden | Uitgereikt door                            |                 |
| Publieksprijzen      | Publieksprijzen                 | Publieksprijzen | Publieksprijzen                            | Publieksprijzen |
| -------------------- | ------------------------------- | --- | ------------------------------------------ | --------------- |
| Televisieprogramma   | De verraders (VTM)              | Shortlist De Columbus (VRT 1) De Verhulstjes (Play4) Dwars door de Lage Landen (VRT 1) Overige genomineerden B&B zoekt Lief (VTM 2) Blind gekocht (Play4) De Slimste Mens ter Wereld (Play4) Expeditie Gooris (VTM 2) Ik vraag het aan (VRT 1) Komen Eten (Play4) Restaurant Misverstand (VRT 1) The Masked Singer (VTM)                                                                | Jeroom                                     |                 |
| Radioprogramma       | Vincent Live (Qmusic)           | Shortlist WinWin (Radio2) Fien en Thibault staan op (Studio Brussel) De MNM-ochtendshow met Sander Gilles en Imane Boudadi (MNM) Overige genomineerden 10 - 13: Sean Dhondt (Play Nostalgie) 13 - 16: Marcia Bwarody (Play Nostalgie) 100% Geenen (Nostalgie Plus) De wereld van Sofie (Radio 1) Het slimste uur (Play Nostalgie) Raf & Rani (JOE) Tomas & Sien (Willy)                 | Siska Schoeters Aaron Blommaert            |                 |
| Content creator      | Timon Verbeeck                  | Shortlist Ender Scholtens Lorentia Veppi Elias Verwilt Overige genomineerden Acid Anastasya Chernook Anna Livia Bert De Kock Celine & Michiel Chris Lobanzo Elodie Gabias Galatea Rommelaere Jaël Ost Jonatan Medart Kassaticket Maxim Peckers Michiel Vandeweert Oussifooty Sarah Puttemans Steffi Mercie                                                                              | Average Rob                                |                 |
| Podcast              | Vik & Gert                      | Shortlist Clouseau 40 - Het geheim achter het succes De volksjury Achter de schermen Overige genomineerden De beursvoyeurs De mens achter de politiek De stemmen van Assisen De zussen Coorevits Four Real Frietcast Geisha Geschiedenis voor herbeginners Gossip Guy Niemand vindt u leuk Peter Van de Veire & De zandloper Tot aan de maan & terug Vrolijke vrekken Welcome to the AA | Stephanie Vanden Borre Victor Schelstraete |                 |
| Mediapersoonlijkheid | Daphne Agten                    | Shortlist Arnout Hauben Dieter Coppens William Boeva Overige genomineerden Aster Nzeyimana Bockie De Repper Erik Van Looy Gloria Monserez Ingeborg Jacotte Brokken Jens Dendoncker Jeroom | Bart Peeters Nathalie Meskens              |                 |
| Fictiereeks          | Chantal 2 (VRT 1)               | Shortlist Thuis (VRT 1) Single Bells (VTM) Familie (VTM) Overige genomineerden Assisen (Play4) Blur (VTM) Dertigers (VRT 1) F*** You Very, Very Much (Play4) Hacked (Play4) Milo (VTM) Moresnet (StreamZ) Onder Vuur 3 (VRT 1) Otis (Play4) Putain (StreamZ) Styx (StreamZ) | Jennifer Heylen Willem De Schryver         |                 |
| Nieuwkomer           | De Expeditie: Groenland (Play4) | Shortlist De Goudvis (VRT 1) Kotmadam Sarafian (VTM) Bompa Bockie (Play4) Overige genomineerden De Droomfabriek (VRT 1) Eerste keus (VRT 1) Kamp Jeroom (Play4) Menopauzia (VRT 1) Sing Again (VTM) The Floor (VTM) Ver van huis (VTM) We zijn van Nienof! (Play4) | Daan Alferink Bart Appeltans               |                 |
| Juryprijzen          |                                 | |                                            |                 |
| Doorbraak            | Manu Van Acker                  | — | Amber Aerts Francisco Schuster             |                 |
| Carrièreprijs        | Gert Verhulst                   | — | Koen Wauters                               |                 |
| Impact Award         | Het Conclaaf                    | — | Cieltje Van Achter                         |                 |

2022 · 2023 · 2024